# Carla Gracia Mercadé
Carla Gracia Mercadé (Barcelona, 1980) és una escriptora, investigadora, divulgadora i guionista catalana.
Formada a l'Escola d'Escriptura de l'Ateneu Barcelonès, va debutar amb la novel·la Set dies de Gràcia, que prenia com a punt de partida la Revolta de les Quintes de 1870. Aquesta obra va ser traduïda al castellà, el polonès i l'italià.
El 2019, va escriure el curtmetratge Els que callen, inspirat en l'assassinat de Rosario Endrinal Petit. Protagonitzat per Clara Segura i Albert Salazar, el curtmetratge va ser candidat a la 35ª edició dels Premis Goya, a més de ser seleccionat en festivals de diversos països.
En la seva vessant de divulgadora de l'escriptura creativa, cal destacar la direcció i presentació del programa La Pàgina en Blanc, que es va emetre a Fibracat TV.
El 2021 es va doctorar en escriptura creativa a la Bath Spa University. Ha publicat nombrosos articles acadèmics centrats en la narrativa transmèdia.

## Obres destacades
- Set dies de Gràcia (2014, Rosa dels Vents)
- L'abisme (2019, Univers)
- Ens recordaran (2022, Univers)
- Amb ulls de dona (2022, Univers)
- Perfectament imperfecta (2025, Univers), 224 pàgines